# 큐리오시스
큐리오시스(영어: Curiosis)는 대한한국의 바이오·의료기기 전문기업이다. 프리IPO로 약 130억 원을 유치한 바 있다.

## 역사
2025년 주관사를 키움증권으로 10월 말 상장을 추진중이다.

## 투자
주요 투자자로는 스틱벤처스와 타임폴리오캐피탈, 신한캐피탈, 키움인베스트먼트 등이 있다.

## 상훈
디지털 헬스 분야 혁신상, 장영실 기술혁신상을 수상하였다.